# مملكة بالهاي
بالهاي (698 ~ 926) (بالهانغل: 발해 | بوهاي في الصينية 渤海 | في الروسية Бохай أو Пархэ) هي إمبراطورية ذات شعب مختلط من الكوريين وشعب الموهي وأسست في شمال كوريا ومنشوريا بعد سقوط غوغوريو. وجدت هذه الدولة في زمن دولتي الشمال والجنوب في كوريا، جنباً إلى جنب مع مملكة شلا الموحدة في الجنوب. بعد أن سقطت عاصمة غوغوريو وأراضيها الجنوبية في يد شلا الموحدة، أسس داي جو يونغ ابن داي جنغ سانغ مملكة جن (تشن بالصينية "振") وسماها بالهاي لاحقاً. كانت المملكة خلفاً لغوغوريو.
استولت بالهاي على الأجزاء الجنوبية من منشوريا وبريمورسكاي كراي، والجزء الشمالي من شبه الجزيرة الكورية. هزمت المملكة في سنة 926 على يد الخيتان واستولت سلالة لياو على أراضيها الشمالية، في حين استولت غوريو على أراضيها الجنوبية.

## التاريخ

### التأسيس
أقدم سجل يذكر بالهاي هو كتاب تانغ القديم، والذي أعد بين سنة 941 إلى سنة 945. كانت أراضي منشوريا الجنوبية وكوريا الشمالية سابقاً أراضي لغوغوريو، إحدى ممالك كوريا الثلاث. سقطت غوغوريو على يد تحالف شلا مع سلالة تانغ في سنة 668. احتلت تانغ الجزء الغربي من منشوريا في حين وحدت شلا شبه الجزيرة الكورية من جنوب نهر تايدونغ لتصبح شلا الموحدة.
في أثناء الفوضى التي حصلت بعد انتفاضة الخيتان على تانغ، كان داي جنغ سانغ، وهو مسؤول سابق في غوغوريو، كان قائداً على المتبقين من شعب غوغوريو حيث تحالف مع غولسا بيو قائد الموهي وانتفض ضد تانغ في سنة 698. بعد موت داي جنغ سانغ صعد ابنه داي جو يونغ، وهو جنرال سابق من غوغوريو، إلى العرش. مات غولسا بيو في معركة ضد تانغ بقيادة لي كايغو. استطاع داي جو يونغ أن يهرب من أراضي تانغ مع بقية شعبه بالإضافة لجنود موهي. كما استطاع أن يهزم جنود وو تشيتيان في معركة تشونمنريونغ. والتي سمحت له بتأسيس دولة بالهاي في منطقة ييلو السابقة.

## الإعلام
ظهرت بالهاي في الفلم الكوري «سيف بلا ظل» ويتحدث عن آخر أمراء بالهاي، بالإضافة لذلك ظهرت بالهاي في دراما «داي جو يونغ» والذي عرض من 16 سبتمبر 2006 إلى 23 ديسمبر 2007، ويتحدث عن المؤسس.

## وصلات خارجية
- بارهاي، موسوعة بريتانيكا.